# Božidar Mitrev
Božidar Konstantinov Mitrev (in bulgaro Божидар Константинов Митрев?; Sofia, 31 marzo 1987) è un ex calciatore bulgaro, di ruolo portiere.

## Palmarès

### Club

#### Competizioni nazionali
- Campionato bulgaro: 2

Levski Sofia: 2006-2007, 2008-2009
- Coppa di Bulgaria: 1

Levski Sofia: 2006-2007
- Supercoppa di Bulgaria: 2

Levski Sofia: 2005, 2007
- Campionato moldavo: 1

Sheriff Tiraspol: 2015-2016
- Supercoppa di Moldavia: 1

Sheriff Tiraspol: 2015